# Remington Модель 10
Remington Model 10 — помпова рушниця розроблена в 1908 році Джоном Педерсеном для компанії Remington Arms. Має внутрішній ударник в затворі та трубчастий магазин, заряджання та викидання стріляних гільз через нижній отвір в ствольній коробці. В 1930 році було представлено оновлену версію Модель 29 з покращеннями Ч. Ч. Луміса.

## Військове використання
Військові США використовували короткоствольні версії як «бойові» або «поліцейські» рушниці.
Основними рушницями були Winchester Модель 1897, але компанія Remington випустила 3500 одиниць Моделі 10-A для потреб військ США під час Першої світової війни. Модель 10 була модифікована шляхом зменшення довжини стволу до 580 мм та додавання антабок для ремня, додавання дерев'яного захисного щиту над стволом та адаптування вушка для кріплення багнета M1917.
На цих окопних рушницях з серійним номерами від 128000 по 166000 мали штампи США та значок бомби що горить на лівому боці ствольної коробки.
Військові США також замовили рушниці Remington Модель 10 зі стволом 510 мм завдовжки для охорони полонених та зі стволами завдовжки від 660 до 760 мм для тренування повітряних стрільців. Модель 10-A у невеликій кількості використовували в корпусі морської піхоти протягом 1930-х років.